# Super Mario Maker 2
Super Mario Maker 2 (スーパーマリオメーカー 2 Sūpā Mario Mēkā 2?) es un videojuego de plataformas y de creación de niveles desarrollado y publicado por Nintendo para Nintendo Switch. Es la secuela de Super Mario Maker y salió a la venta el 28 de junio de 2019 en todo el mundo. El videojuego conserva en gran medida la jugabilidad de su predecesor, en la que los jugadores crean sus propios niveles personalizados utilizando elementos de varios videojuegos de la franquicia Super Mario y compartirlos en línea. Super Mario Maker 2 introduce nuevas características y elementos, como un modo historia para un jugador y el estilo de nivel basado en Super Mario 3D World.
Al igual que su predecesor, el juego recibió reseñas positivas de los críticos, que elogiaron su interfaz de usuario, sus herramientas de edición de cursos y su música, aunque criticaron los problemas con el modo multijugador en línea. Al 31 de diciembre de 2022, el juego ha vendido más de 8,42 millones de copias, lo que lo convierte en uno de los juegos más vendidos de la Nintendo Switch.

## Jugabilidad
Al igual que su predecesor, Super Mario Maker 2 es un videojuego de plataformas de desplazamiento lateral en el que los jugadores crean sus propios niveles utilizando elementos de la serie Super Mario y los publican en Internet para que otros los puedan jugar. Los jugadores pueden elegir entre varios estilos visuales y de jugabilidad para usar en sus niveles, que están basados en videojuegos anteriores de Super Mario, incluyendo Super Mario Bros., Super Mario Bros. 3, Super Mario World, New Super Mario Bros. U y un nuevo estilo de Super Mario 3D World. La jugabilidad y el comportamiento de los enemigos pueden variar entre los estilos y algunos elementos se limitan a estilos específicos.
La secuela agrega varios elementos y herramientas, incluidos elementos y un estilo de nivel basado en Super Mario 3D World. Este estilo es especialmente diferente de los otros cuatro, con muchas características exclusivas únicas. También introduce modos cooperativos locales y en línea, que incluyen: creación cooperativa de niveles, donde hasta 2 jugadores pueden crear etapas juntos al mismo tiempo; y permitir que hasta 4 jugadores jueguen niveles en línea, juntos o entre sí.
Super Mario Maker 2 presenta una campaña para un solo jugador conocida como "modo historia". La historia sigue a Mario, que debe ayudar a reconstruir el castillo de la Princesa Peach. Los jugadores podrán recorrer más de 100 niveles creados por Nintendo para recolectar monedas y reconstruir el castillo. Los personajes no jugables también ofrecerán a los jugadores tareas adicionales durante el modo historia.

## Desarrollo
Super Mario Maker 2 fue revelado durante una presentación de Nintendo Direct en febrero de 2019. Su lanzamiento sería programado para el 28 de junio de 2019 en todo el mundo. En mayo de 2019, se emitió un Nintendo Direct que se centró completamente en el juego y brindó más información sobre las nuevas características. Al igual que con Super Mario Maker, cuenta con nueva música del compositor de la serie, Koji Kondo.

## Recepción
Super Mario Maker 2 recibió críticas "generalmente favorables", según el sitio web de reseñas Metacritic. La función multijugador en línea, sin embargo, fue criticada por sus problemas de rendimiento. GameSpot, que le dio al juego una calificación de 8/10, afirmó que el retraso en línea con frecuencia arruinaba la experiencia.